# Clelia-Kurve

Clelia-Kurve für c=1/4 mit Durchlaufrichtung (An den Koordinatenachsen wird die Kurve von unten nach oben durchlaufen, s. auch den Grundriss dazu.)

Clelia-Kurven: Grundrisse von Beispielen, Kurventeile auf der unteren Halbkugel sind gestrichelt. Die unteren 4 Kurven beginnen und enden an den Polen. Die oberen Kurven sind aufgrund der Wahl von periodisch (siehe hierzu: Rosetten).

Eine Clelia-Kurve ist eine Kurve auf einer Kugel mit der Eigenschaft:
- Wird die Kugelfläche in üblicher Weise durch Längengrade (Winkel {\displaystyle \varphi }) und Breitengrade (Winkel {\displaystyle \theta }) beschrieben, so gilt

{\displaystyle \varphi =c\;\theta ,\quad c>0}.
Sie wurde von dem italienischen Mathematiker und Kamaldulenser Guido Grandi zu Ehren der Gräfin Clelia Borromeo benannt.
Spezialfälle von Clelia-Kurven treten in der Geometrie als vivianische Kurven und Kugelspiralen auf. Eine praktische Bedeutung besitzen sie als Bodenkurven von Satelliten, deren Bahnen kreisförmig sind und die die Pole überfliegen. Ist die Satellitenbahn zusätzlich geosynchron, so ist {\displaystyle c=1} und die Bodenkurve eine vivianische Kurve.

## Parameterdarstellung
Beschreibt man die Kugelfläche mit der Parameterdarstellung
{\displaystyle {\begin{aligned}x&=r\cdot \cos \theta \cdot \cos \varphi \\y&=r\cdot \cos \theta \cdot \sin \varphi \\z&=r\cdot \sin \theta \end{aligned}}}
und setzt {\displaystyle \;\varphi =c\theta }, erhält man eine Parameterdarstellung einer Clelia-Kurve:
- {\displaystyle {\begin{aligned}x&=r\cdot \cos \theta \cdot \cos c\theta \\y&=r\cdot \cos \theta \cdot \sin c\theta \\z&=r\cdot \sin \theta .\end{aligned}}}

## Beispiele
Jede Clelia-Kurve trifft die beiden Pole mindestens einmal.
Kugelspirale: {\displaystyle \quad c\geq 2\ ,\quad -\pi /2\leq \theta \leq \pi /2}
Eine Kugelspirale beginnt und endet üblicherweise in einem der Pole.
Vivianische Kurve: {\displaystyle \quad c=1\ ,\quad 0\leq \theta \leq 2\pi }
Bodenkurve einer Polarbahn (eines Satelliten): {\displaystyle \quad c\leq 1\ ,\quad \theta \geq 0}
Im Fall {\displaystyle \;c\leq 1\;} ist die Kurve periodisch, falls {\displaystyle c} rational ist (siehe Rosette). Z. B.: ist die Periode im Fall {\displaystyle \;c=1/n\;} gleich {\displaystyle \;n\cdot 2\pi \;}. Ist {\displaystyle c} nicht rational, so ist die Kurve nicht periodisch.
Die Tabelle zeigt nur die Grundrisse der jeweiligen Kurven. Die unteren vier Kurven sind Kugelspiralen. Die oberen vier Kurven sind periodische Bodenspuren von Polarbahnen. Im Fall {\displaystyle \;c=1/3\;} liegen die unteren Kurventeile exakt unter den oberen Kurventeilen. Das mittlere Bild zeigt den Grundriss einer vivianischen Kurve. Das für sie typische Bild in Form einer 8 erhält man nur bei Projektion entlang der {\displaystyle x}-Achse (Aufriss).

## Beziehung zu anderen Kurven
- Der Grundriss einer Clelia-Kurve ist eine Rosette.